# Peter Hanrath
Peter Hanrath (* 3. September 1940 in Bardenberg) ist ein deutscher Kardiologe. Er gilt als Pionier der technischen Entwicklung und der klinischen Anwendung der transösophagealen Echokardiographie (TEE).

## Leben und Wirken
Hanrath machte 1962 am Gymnasium Herzogenrath Abitur und studierte an den Universitäten Köln (1962–1965) und Bonn (1965–1968) Medizin. Er promovierte bei Michael Ulrich Dardenne mit der Arbeit Experimentelle Beiträge zur endokrinen Orbitopathie im Fischtest auf Grund eines neuen Bestimmungsverfahrens zum Dr. med. Hanrath begann seine klinische und wissenschaftliche Tätigkeit als Arzt 1968 bei Sven Effert am Universitätsklinikum Aachen und wechselte 1976 nach Hamburg. Er war nach seiner Habilitation (1977, Klinische Anwendung der Echokardiographie) als leitender Oberarzt der Abteilung Kardiologie (Walter Bleifeld) am Universitätskrankenhaus Eppendorf der Universität Hamburg tätig. 1982 erfolgte die Ernennung zum außerplanmäßigen Professor. Von 1983 bis 1988 war er Chefarzt der Medizinischen Klinik II / Kardiologie am Allgemeinen Krankenhaus St. Georg. 1988 wurde er zum Direktor der Medizinischen Klinik I am Universitätsklinikum Aachen ernannt und zum Professor an der RWTH Aachen berufen. 2005 ging Hanrath in den Ruhestand. Von 2006 bis 2015 war er als stellvertretendes Kommissionsmitglied der Gutachter-Kommission für ärztliche Behandlungsfehler der Nordrheinischen Ärztekammer in Düsseldorf tätig.
Wissenschaftlich beschäftigte sich Hanrath mit Fragen der Hämodynamik beim akuten Herzinfarkt und der klinischen Anwendung der Echodopplerkardiographie. Er gilt international als einer der Pioniere der transösophagealen Echokardiographie (Ultraschalluntersuchung des Herzens von der Speiseröhre). Anfang der 80er Jahre konzipierte er zusammen mit Jacques Souquet (Advanced Technology, Seattle USA) – aufbauend auf Erfahrungen der transösophagealen M-Mode Echokardiographie – die transösophageale mono- bzw. biplane und rotierbare Phased Array Transducer-Technologie. Die in Hamburg initiierte Entwicklung der mono- bzw. biplanen transösophagealen Echokardiographie wurde von Aachen aus zu Beginn der 1990er Jahre in Zusammenarbeit mit der Industrie (Hewlett Packard, USA) um die multiplane Phased bzw. Matrix-Array Technologie bis hin zur 3D-Darstellung des Herzens erweitert und klinisch erprobt.
Die Methode erlaubt die Beurteilung von Herzstrukturen und -funktionen, die mittels transthorakaler Echokardiografie nicht zugänglich sind: Das Verfahren ist von zentraler klinischer Bedeutung in der Diagnostik kardialer Emboliequellen, der Herzklappenentzündung mit ihrem Komplikationen speziell bei Kunstklappen und als Monitoring-Verfahren bei kathetergestützten Klappeninterventionen und Implantationen von Schirmchenverschluss-Systemen bei Vorhofseptumdefekten.
Peter Hanrath ist verheiratet und hat zwei Kinder.

## Ehrungen (Auswahl)
- 1990 Fritz-Acker Preis der Deutschen Gesellschaft für Kardiologie
- 1997–1999 Präsident der Deutschen Gesellschaft für Kardiologie
- 2004 Sven-Effert-Preis der Deutschen Gesellschaft für Kardiologie
- 2008 Carl-Ludwig-Ehrenmedaille der Deutschen Gesellschaft für Kardiologie[3][6][7]

## Schriften (Auswahl)
Hanrath hat mehr als 500 wissenschaftliche Arbeiten veröffentlicht. Laut Datenbank Scopus hat er einen h-Index von 75 (Stand Oktober 2023).
- Rainer Hoffmann, Peter Hanrath: Krankheiten des Endokards. In: Wolfgang Gerok (Hrsg.): Die Innere Medizin: Referenzwerk für den Facharzt. Schattauer, Stuttgart 2007, ISBN 978-3-7945-2222-4.
- E. Erdmann, M. Böhm, P. Hanrath, J. Meyer, G. Steinbeck: Klinische Kardiologie. Krankheiten des Herzens, des Kreislaufs und der herznahen Gefäße. Springer, Berlin, Heidelberg 2013, ISBN 978-3-662-12156-6.